# آلن لیتل (بازیکن فوتبال)
آلن لیتل (انگلیسی: Alan Little) (زادهٔ ۵ فوریهٔ ۱۹۵۵ – درگذشتهٔ ۸ اوت ۲۰۲۴) بازیکن فوتبال اهل بریتانیا بود.
از باشگاه‌هایی که در آنها سابقه بازی دارد، می‌توان به باشگاه فوتبال دونکستر راورز، باشگاه فوتبال بارنزلی، باشگاه فوتبال هارتل پول یونایتد، باشگاه فوتبال تورکی یونایتد، باشگاه فوتبال ساوتند یونایتد، و باشگاه فوتبال استون ویلا اشاره کرد.